# République libre du Congo
1960–1962
Entités précédentes :
- République du Congo (Léopoldville)

Entités suivantes :
- République du Congo (Léopoldville)

La république libre du Congo, aussi connue sous le nom de Congo-Stanleyville, est le régime de l'éphémère gouvernement congolais qui fut opposé en 1960-1961 à celui de la république du Congo (Congo-Léopoldville). Il était basé dans l'Est du Congo et dirigé par Antoine Gizenga. À la suite de la déposition du Premier ministre Patrice Lumumba en septembre 1960, pendant la crise congolaise, beaucoup de ses partisans sont déçus par le gouvernement de Léopoldville (aujourd'hui Kinshasa). Sous l'adjoint de Lumumba, Antoine Gizenga, les forces de gauche s'organisent à Stanleyville (aujourd'hui Kisangani) et, en décembre, déclarent que leur propre gouvernement est le successeur légal de l'administration du Premier ministre. Gizenga rassemble rapidement des forces militaires et, en février 1961, occupe de vastes portions du territoire congolais. En août, les négociations entre les deux gouvernements mènent Gizenga à accepter de démissionner et à retrouver son poste dans le gouvernement du nouveau Premier ministre, Cyrille Adoula. Néanmoins, Gizenga s'éloigne de l'administration centrale et reconstruit son propre pouvoir politique et militaire. Le gouvernement rival n'est pleinement réintégré dans la république du Congo qu'à l'arrestation de Gizenga en janvier 1962.

## Contexte
Le 30 juin 1960, le Congo belge devient indépendant en tant que république du Congo. Toutefois, la situation dégénère rapidement lorsque l'armée se mutine, ce qui déclenche la crise congolaise. Malgré les efforts du Premier ministre, Patrice Lumumba, la situation empire. Le Katanga et le Sud-Kasaï font sécession d'avec le gouvernement central. L'Organisation des Nations unies (ONU) organise une opération de maintien de la paix et envoie des troupes au Congo. Le 5 septembre 1960, le président Joseph Kasa-Vubu démet Lumumba de ses fonctions. La bataille politique qui s'ensuit paralyse le gouvernement et, le 13 septembre, le colonel Joseph-Désiré Mobutu annonce la prise de contrôle de Léopoldville (aujourd'hui Kinshasa) et l'installation de sa propre administration. Deux jours plus tard, Lumumba est placé en résidence surveillée. En octobre, il est devenu clair pour ses partisans que peu de leurs buts pourront être atteints à travers le nouveau gouvernement.
Antoine Gizenga, vice-premier ministre de Lumumba, rejoint Stanleyville (actuelle Kisangani) le 13 novembre pour former son propre gouvernement. D'autres nationalistes tentent de le rejoindre, tels Joseph Mbuyi, Maurice Mpolo, Anicet Kashamura, Christophe Gbenye, Pierre Mulele (des anciens ministres du gouvernement de Lumumba), Joseph Okito (vice-président du Sénat), et Barthélemy Mujanay (gouverneur de la Banque centrale du Congo). Seuls Kashamura, Gbenye et Mulele y parviennent. Mpolo et Okito sont arrêtés et ramenés dans la capitale tandis que Mbuyi et Mujanay sont tués dans la région de Charlesville.
Le général Victor Lundula, chef d'état-major des armées de Lumumba, arrêté par Mobutu, s'évade et rejoint Stanleyville. Il prête allégeance, ainsi que les troupes qui lui sont restées fidèles, à Gizenga. Les force militaires de Gizenga dans la Province orientale s'accroissent rapidement jusqu'à atteindre 6 000 hommes. Le 26 novembre Lundula organise un défilé militaire à Stanleyville, impliquant presque toutes les unités militaires de la Province orientale. La cohésion de l'armée est, avant tout, due à l'admiration et au respect accordés à Lundula et à l'adhésion des soldats à l'idéal nationaliste de Lumumba.
En novembre 1960, l'Assemblée générale des Nations unies vote la reconnaissance de la délégation composée par Kasa-Vubu et Mobutu, mettant fin aux espoirs d'un retour légal au pouvoir de Lumumba. Le 27 novembre, Lumumba s'échappe de sa résidence pour rejoindre Gizenga. Il est arrêté cinq jours après, alors qu'il est en chemin pour Stanleyville. Il est finalement assassiné le 17 janvier 1961. Thomas Kanza, délégué de Lumumba aux Nations unies, devient le représentant de Gizenga à l'étranger.

## Histoire
Le 12 décembre 1960, Gizenga déclare que son nouveau gouvernement, celui de la « république libre du Congo », basé dans la Province orientale, est l'autorité légitime du Congo. Presque immédiatement, le gouvernement central applique un efficace blocus des approvisionnements le long du fleuve Congo. Malgré sa puissance militaire, le gouvernement de Stanleyville ne parvient pas à mettre en place une administration efficace à la manière d'un gouvernement en exil. La plupart des fonctions administratives restent aux mains du précédent gouvernement provincial, lequel éprouve des difficultés à cohabiter avec l'autorité de Gizenga. Thomas Kanza devient officiellement le ministre des affaires étrangères du gouvernement de Stanleyville et une implantation diplomatique est installée en Ouganda.

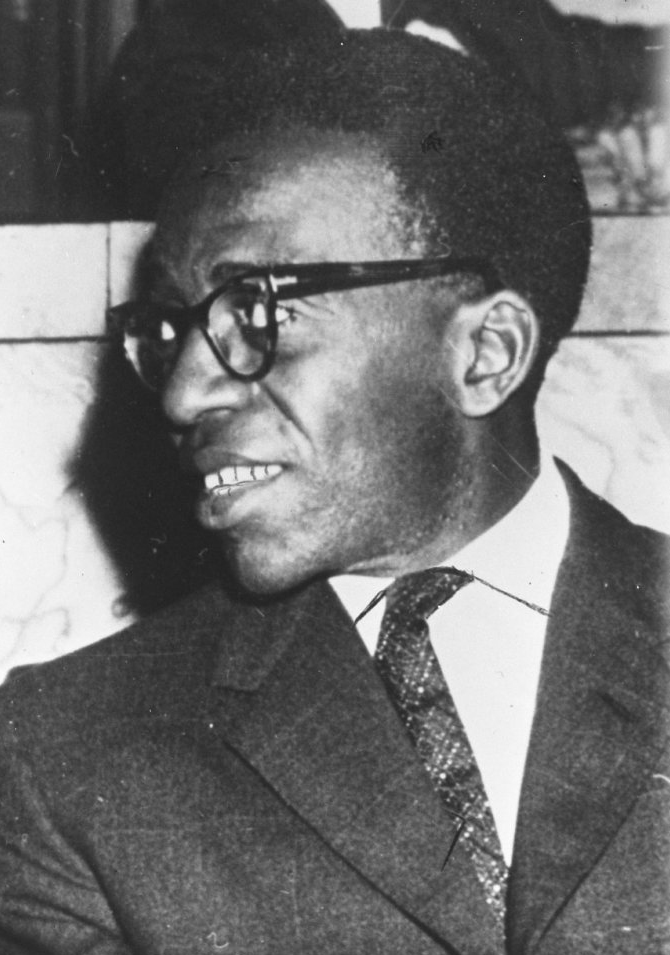
Portrait d'Antoine Gizenga en 1961.

La république libre du Congo est reconnue par l'Union soviétique, la république populaire de Chine, la Yougoslavie, l'Allemagne de l'Est, la Tchécoslovaquie, la République arabe unie, le Ghana, la Guinée, le Mali et le Maroc. Gizenga demande aux nations occidentales de relocaliser leurs ambassades à Stanleyville sous peine de voir leurs diplomates expulsés.
Le premier ministre soviétique, Nikita Khrouchtchev, autorise un paiement de 500 000 $ à Mulele pour payer les soldats du gouvernement rebelle car les taxes n'ont pu être perçues sur le territoire et il n'a aucun revenu lui permettant de financer son armée. Les espions soviétiques pensent, cependant, que Mulele empoche une partie de la somme. Le gouvernement tchèque propose d'approvisionner le régime en armes grâce à un pont aérien via l'Égypte, mais le président Gamal Abdel Nasser met son veto à la proposition.
Pendant ce temps, le général Lundula met en place un état-major constitué d'officiers venus essentiellement de la Province orientale et du Kasaï. Les trois officiers les plus importants sont le commandant Loso (responsable de la police militaire), le commandant Opepe et le colonel Camille Yangara. Afin de renforcer son armée, Lundula oriente son recrutement auprès des jeunes chômeurs de Stanleyville et des jeunes membres du Mouvement national congolais.

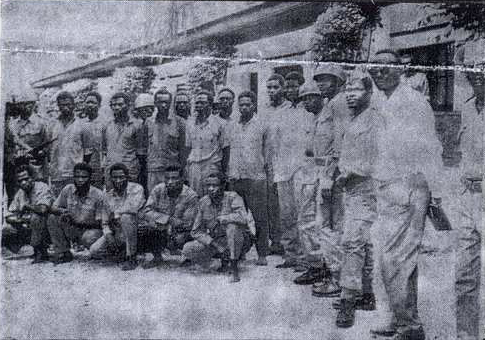
Soldats du gouvernement central détenus à Stanleyville après le raid sur Bukavu.

Durant l'hiver, la république libre du Congo gagne en puissance. Le 24 décembre ses troupes occupent Bukavu et arrêtent le commandant militaire local. Le jour suivant, le président de la province, Jean Miruho, essaie d'intervenir, mais il est arrêté par les soldats, toujours plus nombreux, de Gizenga et amené, avec le commandant militaire, à Stanleyville ainsi que plusieurs députés provinciaux. À l'aube, le 1er janvier 1961, les soldats du gouvernement central, conseillés par les Belges, entrent à Bukavu, en provenance du Rwanda et occupent le camp militaire de Saio. Les forces militaires de Stanleyville interviennent, capturent quarante soldats et repoussent leurs adversaires vers le Rwanda. Les deux camps échangent des tirs de part et d'autre de la frontière durant l'après-midi. Le jour suivant, Anicet Kashamura arrive pour prendre en main l'administration du Kivu. La situation au Sud-Kivu devient, dans les mois qui suivent, chaotique. Les Européens sont dépouillés, molestés et harcelés, ce qui fait que beaucoup choisissent de fuir la région, tandis que deux cents Congolais sont tués. Les force de maintien de la paix des Nations unies sont incapables de contenir la violence.

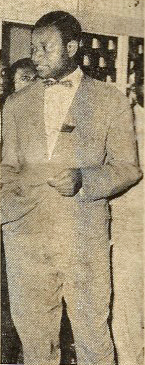
, exécuté par les autorités de Stanleyville.

Le 10 janvier 1961 les troupes de Stanleyville occupent le nord du Katanga, jusqu'à Manono, sans résistance. Gizenga établit aussi son autorité sur Sankuru, dans le district du Kasaï. Au même moment, il consolide ses positions à Goma et sur la région du Nord-Kivu et tous les prisonniers politiques locaux sont libérés. La peur d'une autre invasion, supportée par les Belges, depuis le Rwanda, amène à des échanges de tirs le 12 janvier sur la frontière séparant Goma de Gisenyi (située au Rwanda). La République libre atteint sa plus grande extension territoriale le 24 février lorsque ses troupes obtiennent brièvement l'allégeance de la garnison de Luluabourg.
En février 1961, sept partisans de Lumumba, dont le président de la Province orientale, Joseph Finant, sont jugés par un « tribunal traditionnel » Luba puis exécutés pour « crimes contre la nation Baluba ». En représailles, la république libre du Congo fusille quinze prisonniers politiques à Stanleyville, dont Gilbert Pongo, un militaire qui avait participé à l'arrestation de Lumumba, ainsi qu'Alphonse Songolo, ancien ministre de la communication du gouvernement Lumumba,. Songolo avait rompu avec Lumumba à la mi-octobre et s'était rendu à Stanleyville avec plusieurs autres pour obtenir un soutien contre ce dernier et avait été arrêté. Le gouvernement central avait, sans succès, essayé d'obtenir sa libération.
Lorsque la nouvelle de la mort de Patrice Lumumba au Katanga éclate, 3 à 4 000 soldats en colère se rassemblent dans le quartier européen de Stanleyville pour se venger sur les résidents locaux. Le général Lundula négocie avec eux durant la nuit et les convainc de quitter la ville pacifiquement. La mort de Lumumba porte l'impopularité du gouvernement et du Katanga à des sommets jamais atteints. Espérant désamorcer la situation, le gouvernement central ouvre des négociations avec le gouvernement de Gizenga. En mars, Cléophas Kamitatu est envoyé de Léopoldville à Stanleyville pour des pourparlers. Dans le mois qui suit, le blocus contre la république libre du Congo est levé.
En juin, plusieurs tentatives sont faites pour inclure le gouvernement de Gizenga dans le mouvement des non-alignés mais les propositions sont bloquées par d'autres États. Une mission diplomatique soviétique arrive à Stanleyville en juillet, suivie, à la fin de ce même mois, par les Chinois.

### Suppressionde jure
Le 13 juin 1961, les délégations des deux gouvernements se rencontrent à la mission des Nations unies pour des négociations. Les responsables sont, pour le gouvernement central de Léopoldville, Cyrille Adoula, Jean Bolikango et Marcel Lihau ; ceux représentant le gouvernement de Stanleyville sont Jacques Massena, Étienne Kihuyu et P. Mapago. Les négociations se tiennent durant les trois jours qui suivent ainsi que le 19 juin. À la fin de la dernière réunion, les délégués signent un accord stipulant la tenue d'une conférence sous l'égide des Nations unies, à l'université Lovanium, pour discuter de l'avenir politique du Congo.
Le 27 juillet la république du Congo et la république libre du Congo concluent une trêve. Le 1er août, le président Kasa-Vubu demande à Cyrille Adoula, le nouveau Premier ministre de la république du Congo, de former un nouveau gouvernement. Gizenga est nommé vice-premier ministre d'Adoula. La réconciliation est scellée le 15 août lorsqu'Adoula s'envole pour Stanleyville afin de déposer une couronne sur un monument dédié à Patrice Lumumba.
Antoine Gizenga ayant réintégré le gouvernement central, les soviétiques déplacent leur mission diplomatique à Léopoldville et encouragent Adoula à poursuivre la politique de Lumumba et à mettre fin à la sécession du Katanga. La Chine, cependant, rappelle ses diplomates à Pékin et déclare que le gouvernement de Gizenga « a cessé d'exister ». La République arabe unie conserve son ambassadeur à Stanleyville et déclare vouloir suivre le gouvernement de Stanleyville. Après avoir été informée du plan d'intégration de Stanleyville dans le gouvernement central, elle annonce qu'elle déménagera son ambassade dans la capitale en janvier 1962.

### Dissolution finale
En septembre, Gizenga retourne à Stanleyville pour rassembler des forces armées afin de reconquérir le nord du Katanga. L'opération échoue, mais Gizenga refuse de revenir à Léopoldville. Ne remplissant aucun de ses devoirs officiels, il s'appuie sur une milice de trois cents personnes pour administrer, indépendamment du gouvernement central, la Province orientale. Une administration à sa dévotion est installée dans les districts de Maniema et Sankuru, tandis que des unités armées, basées dans la Province orientale et au Kivu, apparaissent comme étant sous son contrôle. La gendarmerie de la Province orientale refuse aussi l'autorité du gouvernement central et des autorités provinciales, jurant complète loyauté à Antoine Gizenga. En novembre, Gizenga est une menace politique et militaire pour l'administration de Léopoldville.

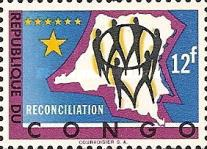
Timbre postal de 1963 commémorant la réconciliation au Congo après la fin de la sécession du Katanga, du Sud-Kasaï et du Kasaï Oriental.

Gizenga avait abandonné sa demande d'un gouvernement légitime et semblait planifier une rébellion pure et simple. Mais les revers militaires et la détérioration du climat politique dans la Province orientale choquent Lundula le modéré et, le 11 novembre, le général prête allégeance au gouvernement d'Adoula. Le même jour, la réputation de Gizenga est une fois de plus entachée lorsque les troupes de Stanleyville tuent treize aviateurs Italiens des Nations unies dans ce qui fut appelé « le massacre de Kindu (en) ».
Le 8 janvier 1962, la chambre des députés adopte une résolution demandant que Gizenga soit rappelé et revienne à Léopoldville dans les 48 heures, le démantèlement de sa milice et la nomination d'une commission spéciale afin de rétablir l'autorité gouvernementale sur la Province orientale. Deux jours plus tard, Gizenga répond en disant qu'il ne fera rien tant que la situation de sécession au Katanga n'aura pas été résolue. Cyrille Adoula ordonne au général Lundula d'arrêter Gizenga et dissout ce qu'il restait de son administration. Gizenga riposte en ordonnant à la gendarmerie provinciale d'emprisonner Lundula ainsi que les représentants des Nations unies qui enquêtaient sur le massacre de Kindu. Les officiers de la gendarmerie refusent d'exécuter cet ordre, probablement parce que les Nations unies avaient prévenu leur propre garnison de la situation. Le 12 janvier, une résolution est introduite à la chambre des députés visant à la destitution d'Antoine Gizenga. Le jour suivant, le président de la Province orientale promet son soutien au gouvernement central et demande à Gizenga de quitter Stanleyville. Des affrontements entre les gendarmes locaux et les troupes gouvernementales ont lieu dans toute la ville, entraînant plusieurs morts,. Lundula, avec le support d'Adoula, demande assistance au Nations unies afin d'éliminer la gendarmerie. Le secrétaire général des Nations unies, U Thant, ordonne aux troupes de maintien de la paix de restaurer l'ordre tandis que les soldats du général Lundula encerclent la résidence d'Antoine Gizenga. Peu à peu, les miliciens de ce dernier se rendent et sont assignés à résidence surveillée. Entre le 14 et le 16 février, un peloton de maintien de la paix assiste les troupes de Lundula dans une opération de désarmement de la gendarmerie provinciale. Le 15 janvier, Gizenga est formellement démis de ses fonctions de vice-premier ministre par le parlement.

## Conséquences
À leur propre demande, les Nations unies assument la tâche de garder Gizenga. Le 20 janvier 1962, à la demande du général Lundula et du gouvernement provincial, ce dernier est amené à Léopoldville par les Nations unies,. Deux jours plus tard, Gizenga demande à l'ONU la levée de sa garde. Elle est promptement remplacée par la « protection » du gouvernement central. Le 25 janvier, il est emprisonné au camp Kokolo. Le secrétaire des Nations unies, U Thant, demande à Adoula de respecter ses droits. Il est finalement incarcéré sur l'île de Bula Mbemba, située dans l'embouchure du fleuve Congo, où il restera jusqu'à sa libération en 1964. En février, Adoula assure aux représentants de l'aile gauche de son gouvernement que Gizenga ne sera pas exécuté.
En mai, une commission de l'Assemblée nationale reconnaît Gizenga coupable d'incitation à la mutinerie, de maltraitance sur des prisonniers et d'intelligence avec une puissance étrangère (l'Égypte) afin de déclencher une rébellion. Il est formellement destitué et son immunité ministérielle levée. En août, la Province orientale est divisée en trois provinces, affaiblissant ainsi son poids politique. Le mois suivant, Stanleyville est placée sous l'autorité directe du gouvernement central.